# ヘリコン・ホーム・コロニー
ヘリコン・ホーム・コロニー（英: Helicon Home Colony）は、アメリカの小説家アプトン・シンクレアが1906年10月にニュージャージーのイングルウッドの小高い丘の上に建設し、1907年3月に焼失した実験的共同生活組織である。

## 概要
ヘリコン・ホーム・コロニーは、アプトン・シンクレアがベストセラーとなった暴露小説『ジャングル』の印税3万ドルを使って男子校として使われていた廃校を元に建設した実験的共同生活組織で、結婚した若い夫婦を中心に40ほどのメンバーで構成されていた。
中にはビリヤードルーム、テニスコート、ボウリング場なども整備されていたという。
また、ヘリコン・ホーム・コロニーの唯一の加入条件は「相性」で、加入料は25ドルだったという。
ヘリコン・ホーム・コロニーには翻訳家のエドウィン・ビョークマン夫妻、後のCommonwealの編集者のマイケル・ウィリアムズ、後のノーベル文学賞受賞者のシンクレア・ルイスなどが参加したほか、哲学者のジョン・デューイ、心理学者のウィリアム・ジェームズなどが訪れたことが記録されている。
「ヘリコン・ホーム・コロニー」について述べたのは1906年6月4日の「インディペンデント」という雑誌の中が最初だと言われている。
ヘリコン・ホーム・コロニーの計画は、アプトン・シンクレアの記述によれば、共同宿泊所の設立などによってもたらされる機会を立証することで、土地を共同所有し、共同の食堂や台所を作り、各自で小さな建物を立て、ホテルを建設するなどして、平等と民主主義を基本概念として業務運営していくという内容ではあったものの、決して革新的なものではなく、アメリカでも多くの人が自分たちが行っていることを自覚しないまま多くの地域で実践されていたことをしているだけだとし、「アディロンダック山脈のクラブ」のようなものを構想していたとされている。
また、1907年にアプトン・シンクレアが著したとする手紙では、アプトン・シンクレアがヘリコン・ホーム・コロニーのコテージや寮に使うための1万6千ドルの収集に成功したことや、アプトン・シンクレアがヘリコン・ホーム・コロニーの完成までコロニーの仕事に従事するつもりだという旨の話などが記されている。
また、多数の辞書では「ヘリコン・ホーム・コロニー」はナサニエル・ホーソーンが参加した「ブルックファーム」と一緒に「コミューン」として紹介されているものの、アプトン・シンクレア自身はコミューンという言葉を使った記録が残っていない。
尚、コロンビア大学の既婚者の教授がアイルランドの少女2人とダンスを行ったと報じられたことから、ヘリコン・ホーム・コロニーは「フリーラブ」を実践していると勘違いされたこともあったという。